# 紅帶擬花鮨
紅帶擬花鮨，又稱紅帶擬花鱸，俗名紅帶寶石、紅腰花鱸，為輻鰭魚綱鱸形目鱸亞目鮨科的其中一種，分布於西太平洋區，從安達曼海至索羅門群島，北起日本，南迄澳洲大堡礁海域，棲息深度20-133公尺，體長可達12公分，棲息在珊瑚礁區，為底棲性魚類，屬肉食性，生活習性不明。

## 擴展閱讀
維基物種上的相關：紅帶擬花鮨